# Thamiaraea paralira
Thamiaraea paralira är en skalbaggsart som beskrevs av Hoebeke 1994. Thamiaraea paralira ingår i släktet Thamiaraea och familjen kortvingar. Inga underarter finns listade i Catalogue of Life.